# フィギュラティヴ・アート

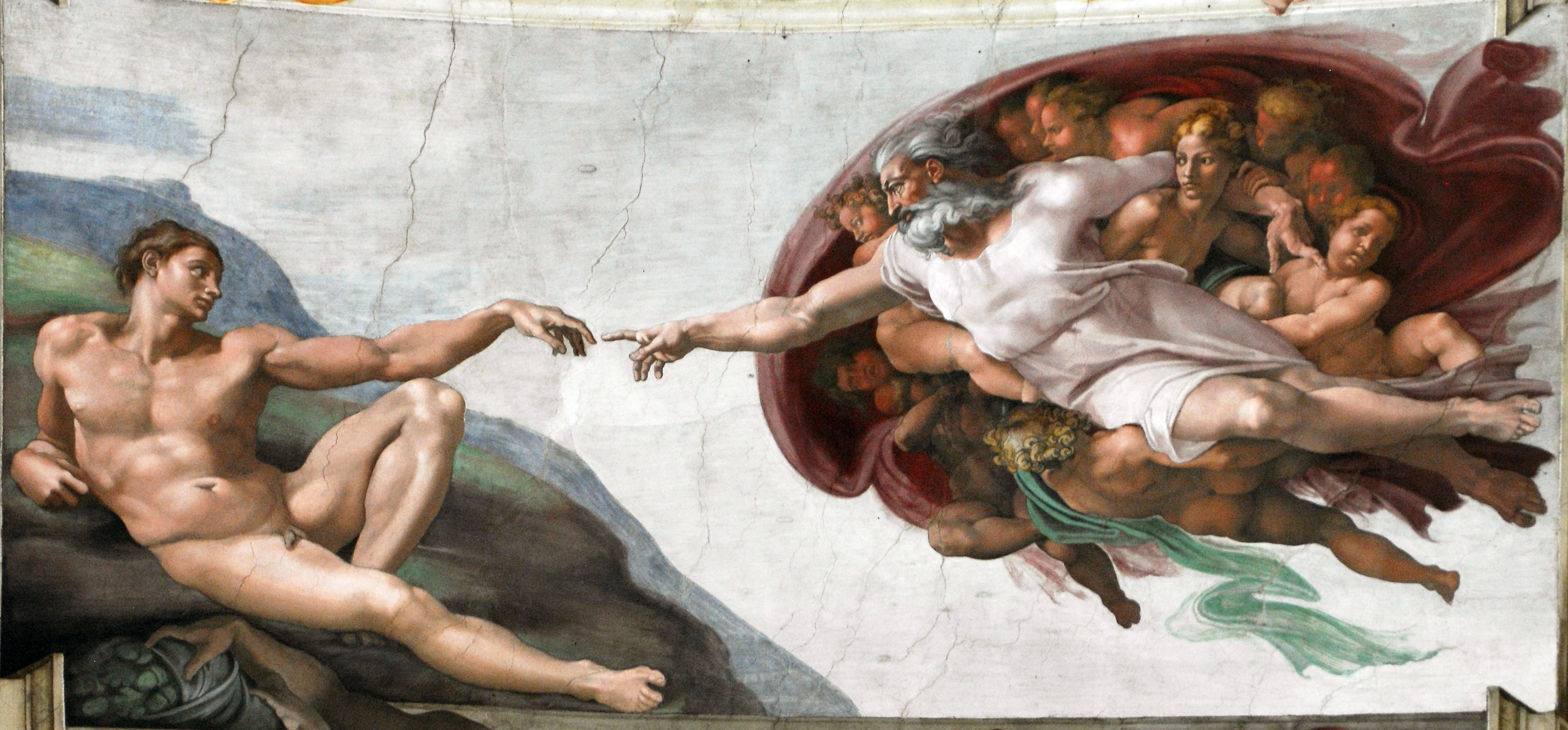
ミケランジェロのフィギュラティヴ作品『アダムの創造』

フィギュラティヴ・アート（英語：Figurative art、フランス語：Art figuratif、フィギュラティフ）とは、明らかに現実の対象を源として引き出された、それゆえに「リプレゼンテーショナル」（描写的、具象的）と定義される芸術・美術作品（とくに絵画と彫刻）のこと。人物、さらには動物の姿を描いた美術を意味することが多いが、必ずしもそうである必要はない。
つまり、絵画と彫刻はフィギュラティヴ、リプレゼンテーショナル、アブストラクト（抽象）のカテゴリーに分けることが出来る。しかし厳密に言うと、抽象芸術はフィギュラティヴあるいは他の自然の源から引き出された（つまり抽象して取り出された）ものである。一方、「フィギュラティヴ」という語は時として具体的な対象の姿から引き出されていない芸術、たとえばノンリプレゼンテーショナル（非描写的、非具象的）、ノンオブジェクティヴ（非対象的）の同義語として使われることもある。
フィギュラティヴ・アート自体は抽象して取り出された形の暗黙の理解に基づいている。古代ギリシア彫刻の人物像は、そのフォルムは理想化され幾何学的であるゆえに、自然を模倣したものとは言えない。エルンスト・ゴンブリッチは、図式的なイメージの制限や、目で見たもの以上に既に知っているものへ執着することを言及し、エジプト芸術の中に見られる、記憶を基にしたイメージの明快さを指して「エジプト的方法」と呼んだ。最終的に理想化は観察に屈することになり、紀元前480年になると古代彫刻の中にも、理想的な幾何図形的配置と以前より増したリアリズムが調和したフィギュラティヴ・アートが見られるようになった。ギリシア人たちはミメーシス（模倣）としての視覚的観察への信頼を好んだ。印象派の時代までに、フィギュラティヴ・アートは敵対する原理と和睦する試みによって特徴づけられた。ニコラ・プッサンやジャック＝ルイ・ダヴィッドの新古典主義の台頭は最終的にギュスターヴ・クールベやエドゥアール・マネの写実主義を引き起こした。
フィギュラティヴ・アートが依存する外観の要素、デザインによって生み出される美学的効果には、線、図形、色、光と影、マッス、ボリューム、テクスチャー、遠近法が含まれる。